# به دور ماه
به دور ماه (فرانسوی: Autour de la Lune‎) دنباله‌ای است بر کتاب از زمین تا کره ماه که توسط ژول ورن نوشته شده و در سال ۱۸۷۰ توسط انتشارات پیر-ژول اتزل منتشر شد. بعدها این کتاب به کتاب از زمین تا کره ماه افزوده شد و کتاب کامل‌تر سفر به ماه شکل گرفت.

## پیرنگ
پس از شلیک از یک توپ فضایی غول‌پیکر، پرتابه گلوله‌ای‌شکل باشگاه توپخانه بالتیمور، همراه با سه مسافرش، باربیکن، نیکول و میشل آردان، سفر پنج روزه به ماه را آغاز می‌کند. چند دقیقه پس از شروع سفر، یک سیارک کوچک و درخشان تنها با فاصله‌ای چند صد متری از کنار آنها می‌گذرد بدون اینکه به پرتابه برخورد کند. این سیارک توسط جاذبه زمین تسخیر شده بود و به دومین قمر زمین تبدیل شده بود.
سه مسافر در طول ادامه مسیر، مجموعه‌ای از ماجراجویی‌ها و بدبیاری‌ها را متحمل می‌شوند، از جمله بیرون انداختن جسد سگی از پنجره، مسمومیت با گاز، و انجام محاسباتی که آنها را برای مدت کوتاهی به این باور می‌رساند که قرار است به زمین سقوط کنند. در اواخر سفر، مشخص می‌شود که نیروی گرانشی برخورد قبلی آنها با سیارک باعث انحراف پرتابه از مسیرش شده‌است.
پرتابه به جای اینکه طبق برنامه‌ریزی اصلی روی ماه فرود آید، وارد مدار ماه می‌شود. باربیکن، آردان و نیکول با دوربین‌های اُپرایی خود مشغول بررسی‌های جغرافیایی می‌شوند. سپس پرتابه از بالای نیمکره شمالی ماه به درون تاریکی سایه آن فرومی‌رود. در سرمای شدید فرومی‌رود و سپس یک بار دیگر به نور و گرما راه پیدا می‌کند. سپس آنها به نیمکره جنوبی ماه نزدیک می‌شوند. از درون پرتابه خود شاهد مناظری خارق‌العاده از تیکو، یکی از بزرگ‌ترین دهانه‌های برخوردی ماه، هستند. این سه مرد دربارهٔ احتمال وجود زندگی در ماه بحث می‌کنند و به این نتیجه می‌رسند که ماه بی‌حاصل و لم‌یزرع است. پرتابه شروع به دور شدن از ماه، به سمت «نقطه مرده» (مکانی که جاذبه ماه و زمین برابر می‌شود) می‌کند. میشل آردان به این فکر می‌افتد که از راکت‌هایی که در ته پرتابه تعبیه شده‌اند (که قرار بود در ابتدا برای کاهش شوک فرود استفاده شوند) برای سوق دادن پرتابه به سمت ماه استفاده کنند و امیدوار است باعث سقوط آن روی ماه و در نتیجه تحقق مأموریتشان شود.
هنگامی که پرتابه به نقطهٔ جاذبه خنثی می‌رسد، راکت‌ها شلیک می‌شوند، اما دیگر دیر شده‌است. پرتابه با فاصله‌ای حدود ۲۶۰٬۰۰۰ کیلومتر از زمین سقوطی را آغاز می‌کند و قرار است با سرعت ۱۸۵٬۴۰۰ کیلومتر بر ساعت به زمین اصابت کند، همان سرعتی که با آن دهنه توپخانه را ترک کرده بود. به نظر می‌رسد همه امیدها برای باربیکن، نیکول و آردان از دست رفته‌است.
چهار روز بعد خدمه یک کشتی نیروی دریایی ایالات متحده به نام ساسکوهنا، شاهد سقوط شهابی درخشان از آسمان به دریا می‌شوند که نشان می‌دهد همان پرتابه بازگشته است. عملیات نجات با قصد بیرون کشیدن کپسول از عمق ۶۰۹۶ متری با استفاده از زنگ‌های غواصی و چنگک‌های بخار، تجهیز می‌شود. پس از چندین روز جستجوی بی‌نتیجه، همه امید خود را از دست می‌دهند و تیم نجات به خانه برمی‌گردد. در راه بازگشت، یکی از نگهبانان یک نشانگر شناور درخشان عجیب و غریب را می‌بیند. تنها در این لحظه است که امدادگران متوجه می‌شوند که پرتابه آلومینیومی توخالی یک شناور است و بنابراین باید پس از برخورد، روی آب قرار گرفته باشد. مشخص می‌شود که «نشانگر» همان پرتابه است و سه مرد داخل آن صحیح و سالم پیدا می‌شوند. در بازگشت مورد استقبال پرشور و تجلیل قرار می‌گیرند زیرا به عنوان اولین کسانی که زمین را ترک کردند، شناخته می‌شوند.

## نگاره‌ها

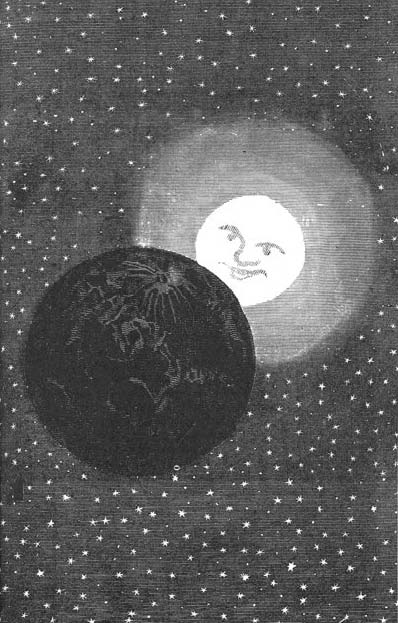
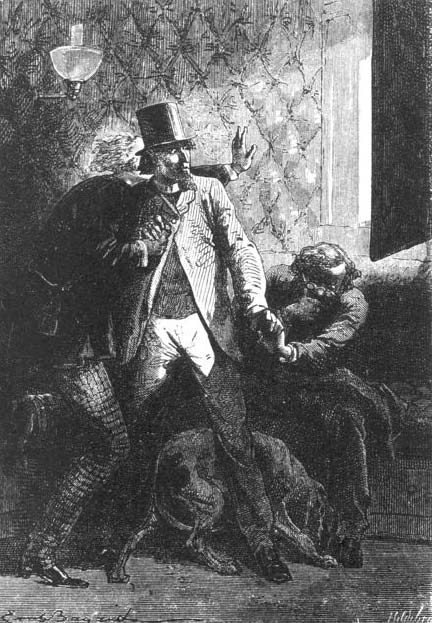
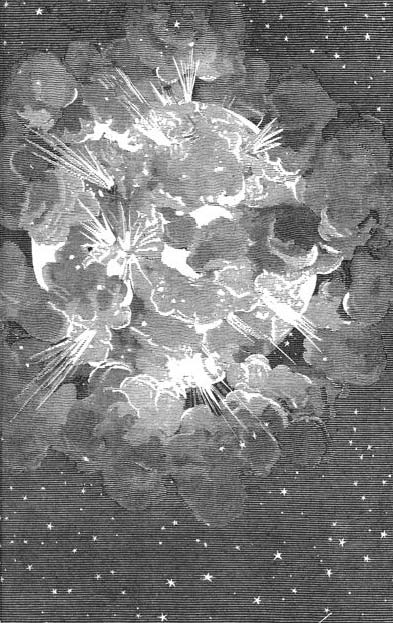
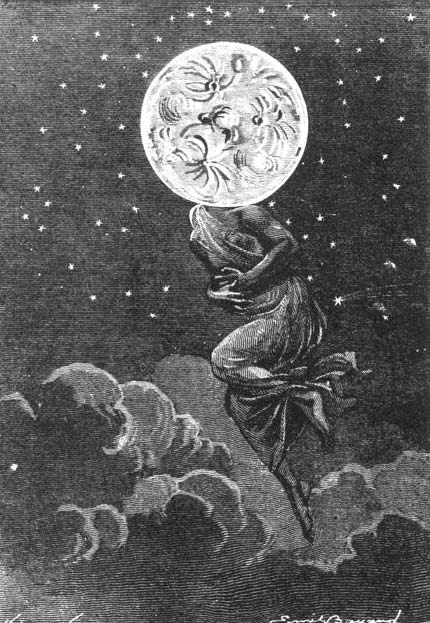
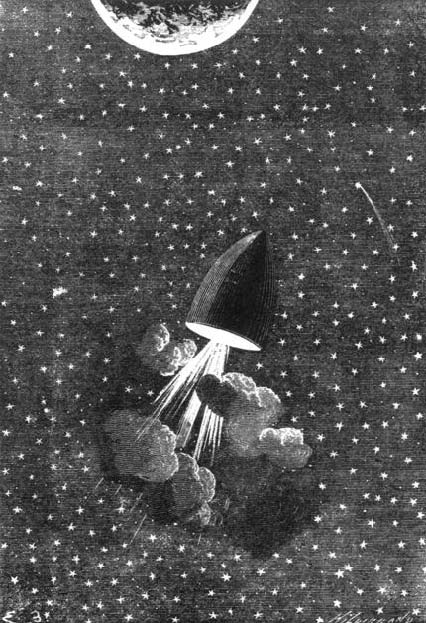
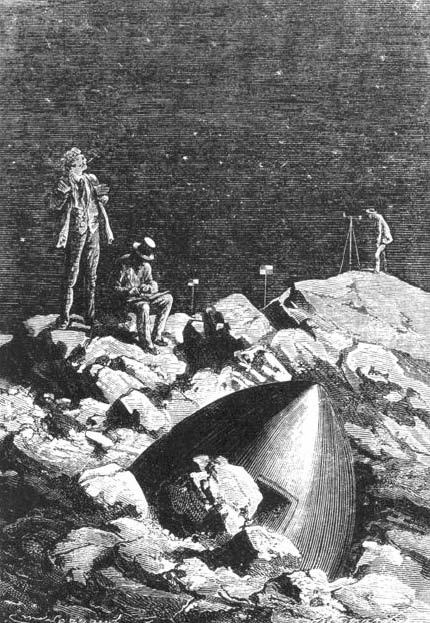